# نادي بورتس أوثوريتي
نادي بورتس أوثوريتي هو نادي كرة قدم سيراليوني احترافي مقره في العاصمة فريتاون. وهو يلعب في دوري سيراليون الوطني الممتاز وهي الدرجة الممتازة لكرة القدم في البلاد. يلعب نادي بورتس أوثوريتي مبارياته المنزلية على الملعب الوطني في فريتاون. أصبح الفريق عام 1996 أول والنادي السيراليوني الذي يبلغ ربع النهائي من كأس الاتحاد الأفريقي لكرة القدم.